# Озеряне
Озеря́не — село в Белогорском районе Амурской области, Россия.
Входит в Озерянский сельсовет.

## География
Село Озеряне стоит на правом берегу реки Белая (левый приток Зеи), в 8 км выше административного центра Озерянского сельсовета села Заречное.
Автомобильная дорога к селу Озеряне идёт от Белогорска через сёла Возжаевка и Заречное, расстояние до районного центра — 49 км.

## Население
| 2002 | 2010 | 2012 | 2013 | 2014 | 2015 | 2016 |
| ---- | ---- | ---- | ---- | ---- | ---- | ---- |
| 163  | ↘127 | ↘121 | ↘117 | ↗120 | ↘114 | ↘110 |
| 2017 | 2018 |      |      |      |      |      |
| →110 | ↘105 |      |      |      |      |      |

## Инфраструктура
- Сельскохозяйственные предприятия Белогорского района.
- Через реку Белая в двух километрах выше села Озеряне находится железнодорожный мост на Транссибе.